# Denisia aragonella
Denisia aragonella is een vlinder uit de familie sikkelmotten (Oecophoridae). De wetenschappelijke naam is voor het eerst geldig gepubliceerd in 1903 door Chretien.
De soort komt voor in Europa.